# Bully (Rodan)
Bully – miejscowość i gmina we Francji, w regionie Owernia-Rodan-Alpy, w departamencie Rodan.
Według danych na rok 1990 gminę zamieszkiwały 1464 osoby, a gęstość zaludnienia wynosiła 116 osób/km² (wśród 2880 gmin regionu Rodan-Alpy Bully plasuje się na 579. miejscu pod względem liczby ludności, natomiast pod względem powierzchni na miejscu 930.).

## Galeria

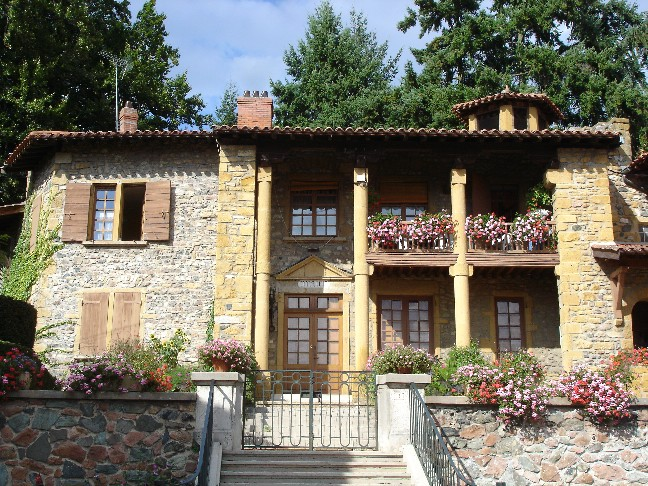
Ratusz w Bully, 2007
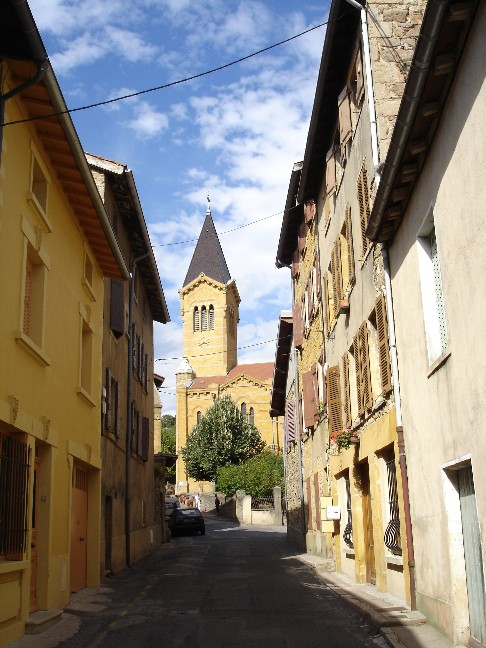
Starówka w Bully, 2007
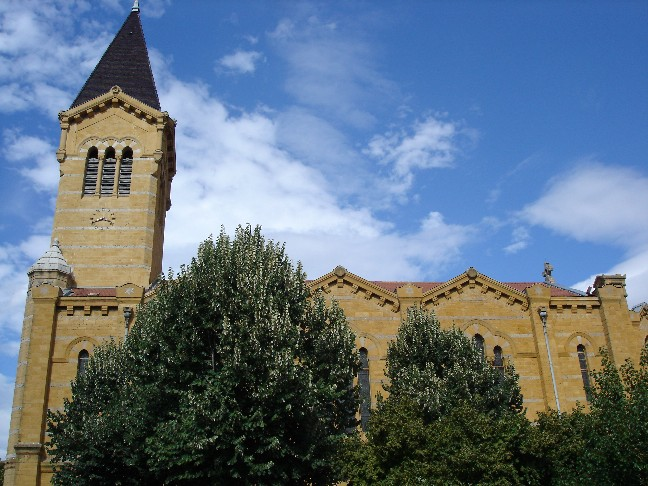
Kościół w Bully, 2007
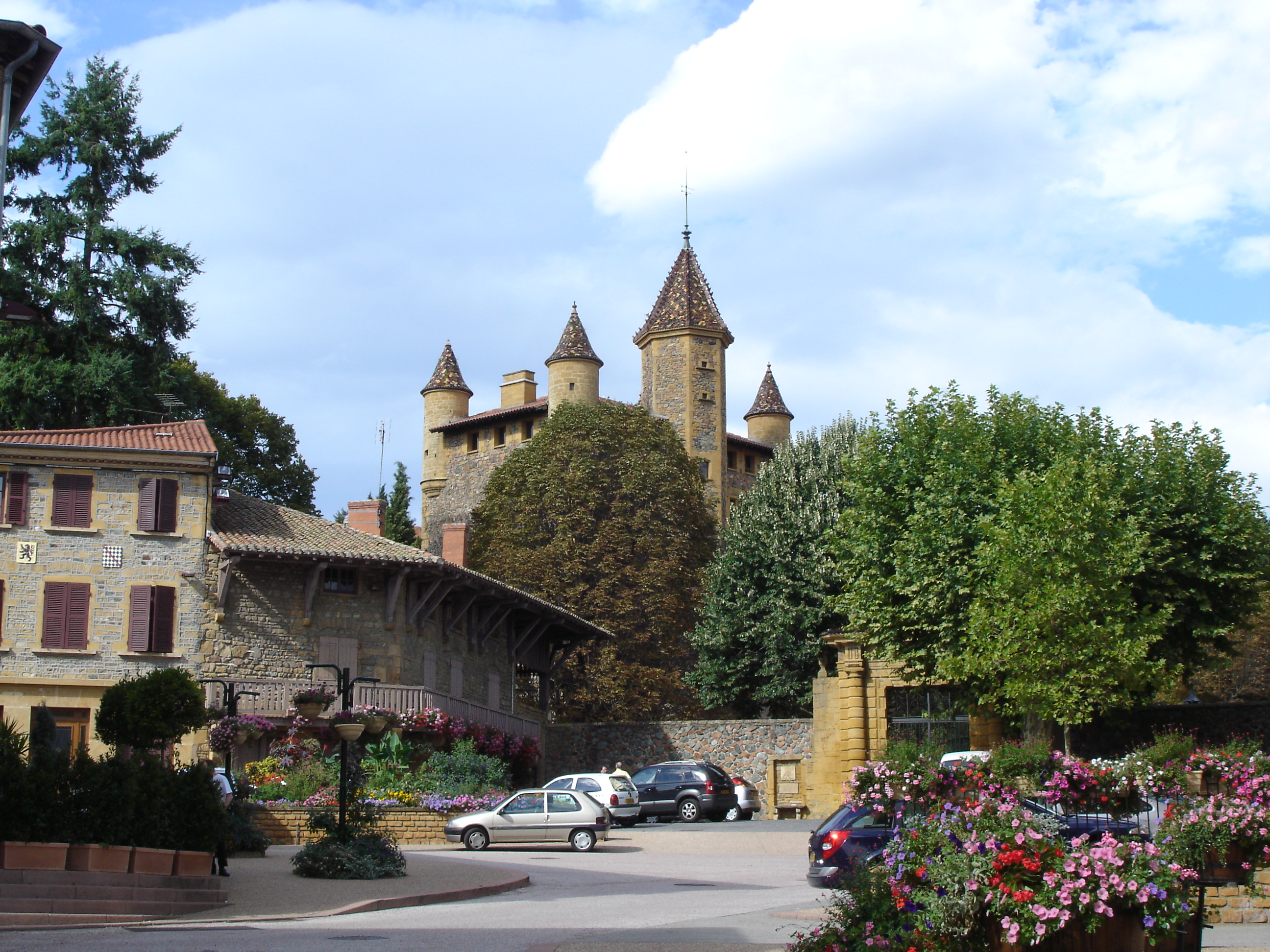
Zamek w Bully, 2007